# 龙王河 (黄海)
龙王河，是流经中国山东省与江苏省的一条独流入海水道，因形似巨龙而得名。发源于山东省莒南县东北文疃镇横山南，向南流经莒南县相邸水库、坊前镇相邸村（原相邸镇）、壮岗镇和江苏赣榆县金山镇，最后于赣榆县海头镇入黄海。全长75公里，流域面积582平方公里。其中山东境内长47.5公里，流域面积423平方公里。龙王河曾一度污染严重，后经中国国家环保总局介入，山东莒南、江苏赣榆两地经联合治理，现已好转。